# Kozma Dezső
Kozma Dezső (Középlak, 1935. november 6. – Kolozsvár, 2023. február 3.) magyar irodalomtörténész, egyetemi tanár, a romániai magyar nyelvű irodalom, kultúra és tudomány egyik kiváló ismerője és művelője.

## Életútja
Középiskoláit 1953-ban végezte, a Bolyai Tudományegyetemen szerzett magyar nyelv és irodalom szakos tanári diplomát (1958). Tanári pályáját a sepsiszentgyörgyi 1. sz. Líceumban, a Székely Mikó Kollégium utódiskolájában kezdte, 1959-től a Babeș–Bolyai Tudományegyetemen gyakornok,  tanársegéd (1959–1972), lektor (adjunktus, 1972–1980),  előadótanár (docens, 1980–1994), egyetemi tanár (1994–2003). 2003-tól nyugdíjas konzulens tanár (emeritus professzor) volt.  A filológiai tudományok doktora (1971). A XIX. század második felének magyar irodalmát adta elő a magyar nyelv és irodalom tanszékén, doktori értekezése is ezt az időszakot elemezte. Részt vett a román-magyar történész vegyes bizottság tagjaként a Román Akadémia és az MTA közös ülésszakain (1979, 1990). 1980 óta a Pro didactica c. tanári évkönyvek magyar szerkesztője, 1983-tól a NyIrK vezető tanácsának tagja, az 1990-es évektől szerkesztője.
Kiemelkedő oktatásszervezői tevékenysége is volt. 1996 és 2000 között dékánhelyettes a BBTE-n. Tanított a Partiumi Keresztény Egyetemen is (2003-2013), ahol a Bölcsészettudományi Kar dékánja volt  2003 és 2006 között.
Az 1989-es romániai forradalomat követően bekapcsolódott a pezsgő romániai magyar kulturális életbe, előadásokat tartott az újraindított Bolyai Szabadegyetemen, magyar költők, írók évfordulós megemlékezésein (köztük Arany János halálának 175. évfordulója, Nagyszalonta, 1992. február 29.), számos új magyar vonatkozású kiadványt ismertetett a magyar napilapokban és irodalmi folyóiratokban. Újabb és újabb irodalomtörténeti kötetei jelentek meg, amelyek kutatásai még az 1989 előtti időkre nyúltak vissza. Petőfi szellemi öröksége Kalotaszegen c. tanulmánya a Kalotaszeg c. folyóirat 1999. évi novemberi számában jelent meg. Műfordítással is foglalkozott, A műfordítás mint a nemzeti irodalom egyik lehetősége c. tanulmánya a Nyelv- és Irodalomtudományi Közlemények 47. évfolyamában jelent meg.

## Munkássága
Első írását az Igazság közölte (1961). Tanulmányai és irodalomkritikai, műelemző, ismertető írásai a NyIrK, Igaz Szó, Korunk, Utunk, Studia Universitatis Babeș-Bolyai, valamint napilapok hasábjain jelentek meg. Bevezetőkkel és jegyzetekkel látta el a Tanulók Könyvtára s a Magyar Klasszikusok sorozatának több kötetét. Monográfiát írt Petelei Istvánról, Mikszáth Kálmánról, Krúdy Gyuláról, forrásértékű A valóság igézete c. munkája, melyben a századforduló kolozsvári szerkesztőségeiben megforduló írókat mutatta be.
Munkásságának jelentős részét a magyar irodalmi értékek népszerűsítése foglalta el. Gondozta és bevezetőkkel látta el Bródy Sándor, Gyulai Pál, József Jolán, Thury Zoltán, Török Gyula több kötetét (1967-87), Fehér virág címmel a századforduló novelláiból (1967), Álom és valóság címmel pedig a XIX. századvég magyar költészetéből (1974) jelentetett meg válogatást. Arany János breviárium c. összeállításával (Kolozsvár, 1982) egy új kiadványtípust honosított meg a romániai magyar könyvkiadásban. Hasonló, eredetileg Szabadság-szerelem címen Petőfi erdélyi kötődését mindkét dimenzióban egyaránt végigkísérő kötete végül is a cenzúra beavatkozása nyomán zsugorodott csak a költő szerelmét bemutató Koltói ősz : Petőfi Júliája c. könyvvé (Kolozsvár, 1985). A IX. és XI. osztályos líceumi tanulók számára magyar irodalmi tankönyveket készített (1978, 1980). Tanulmányokat közölt Áprily Lajos, Kacsó Sándor, Kovács Dezső, Molter Károly, Sipos Domokos művészetéről.
A NyIrK-ben megjelent tanulmányai közül kiemelkedik Vajda János tájlátása (1985/1) és két írása Ady szellemi örökségéről (1989/1), ill. Ady költészetének egyetemességéről (1989/2). A Szabadságban folyamatosan megjelenő Régi kolozsvári arcok c. sorozatában (1992) Bartha Miklós, Sámi László, Malonyai Dezső, Petelei István, Meltzl Hugó, Barabás Ábel, Thury Zoltán, Török Gyula, Gyulai Pál, Éjszaki Károly, Sebesi Jób, Zilahi Kiss Béla, Bede Jób, Szabó Dezső, Szász Béla, Brassai Sámuel, Kozma Ferenc és kortársaik életművét ismertette.

## Kötetei (válogatás)
- Gyulai Pál: Tanulmányok, bírálatok; sajtó alá rend., bev. Kozma Dezső; Irodalmi Kiadó, Bukarest, 1967
- Egy erdélyi novellista. Petelei István (1969)
- A valóság igézete : írók kolozsvári szerkesztőségekben a századfordulón (Kolozsvár, 1972)
- Álom és valóság. A líra megújulása a XIX. század végén; összeáll., bev. Kozma Dezső; Dacia, Kolozsvár-Napoca, 1974 (Tanulók könyvtára)
- Petőfi öröksége (1976)
- Mikszáth Kálmán (kismonográfia, Kolozsvár, 1977)
- Magyar irodalom : középiskolai tankönyv (IX. osztály) 1978
- Magyar irodalom a XIX. század második felében : 1849-1905 (egyetemi jegyzet, Kolozsvár, 1980)
- Magyar irodalom : középiskolai tankönyv (X. osztály) 1980
- Krúdy Gyula postakocsiján (kismonográfia, Kolozsvár, 1981)
- Arany János breviárium; összeáll. Kozma Dezső; Dacia, Kolozsvár-Napoca, 1982
- Koltói ősz. Petőfi Júliája; Dacia, Kolozsvár-Napoca, 1985
- Magyar irodalom. Tankönyv a XI. osztály számára; Didactică şi Pedagogică, Bucureşti, 1986
- Magyar irodalom. Tankönyv a IX. osztály számára; Didactică şi Pedagogică, Bucureşti, 1987
- Klasszikusok Erdélyben. Kolozsvár : Nis Kiadó, 1995 (Erdélyi Kiskönyvtár sorozat)[5]
- Erdélyi utakon : régi kolozsvári arcok. Székelyudvarhely : Erdélyi Gondolat, 1997[6][7]
- Irodalom – korok fordulóján (Kolozsvár : Stúdium Könyvkiadó, 1998)[8]
- Ady Endre – A földobott kő (Aranyhal Kiadó, 2002)
- "Csak egy szabályunk van: igazat kell írni!". Petelei a hírlapíró és lapszerkesztő; vál., előszó Kozma Dezső; Örmény Kisebbségi Önkormányzat, Budaörs, 2002 (Magyar-örmény könyvtár)
- Madách. Tanulmányok; Balassi Bálint Megyei Könyvtár, Salgótarján, 2003 (Palócföld könyvek)
- Írók, költők, művek; Europrint, Nagyvárad, 2007
- Irodalmunk útjain, Erdélyben. Válogatott írások; Madách Irodalmi Társaság; Szeged–Bp., 2015

## Díjak, elismerések
- Madách Imre-díj (2000)[9]
- Pro Universitate et Scientia (Magyar Professzorok Világtanácsa, 2004, Miskolc)[10]
- Magyar Érdemrend lovagkeresztje, 2016[11]